# Ament

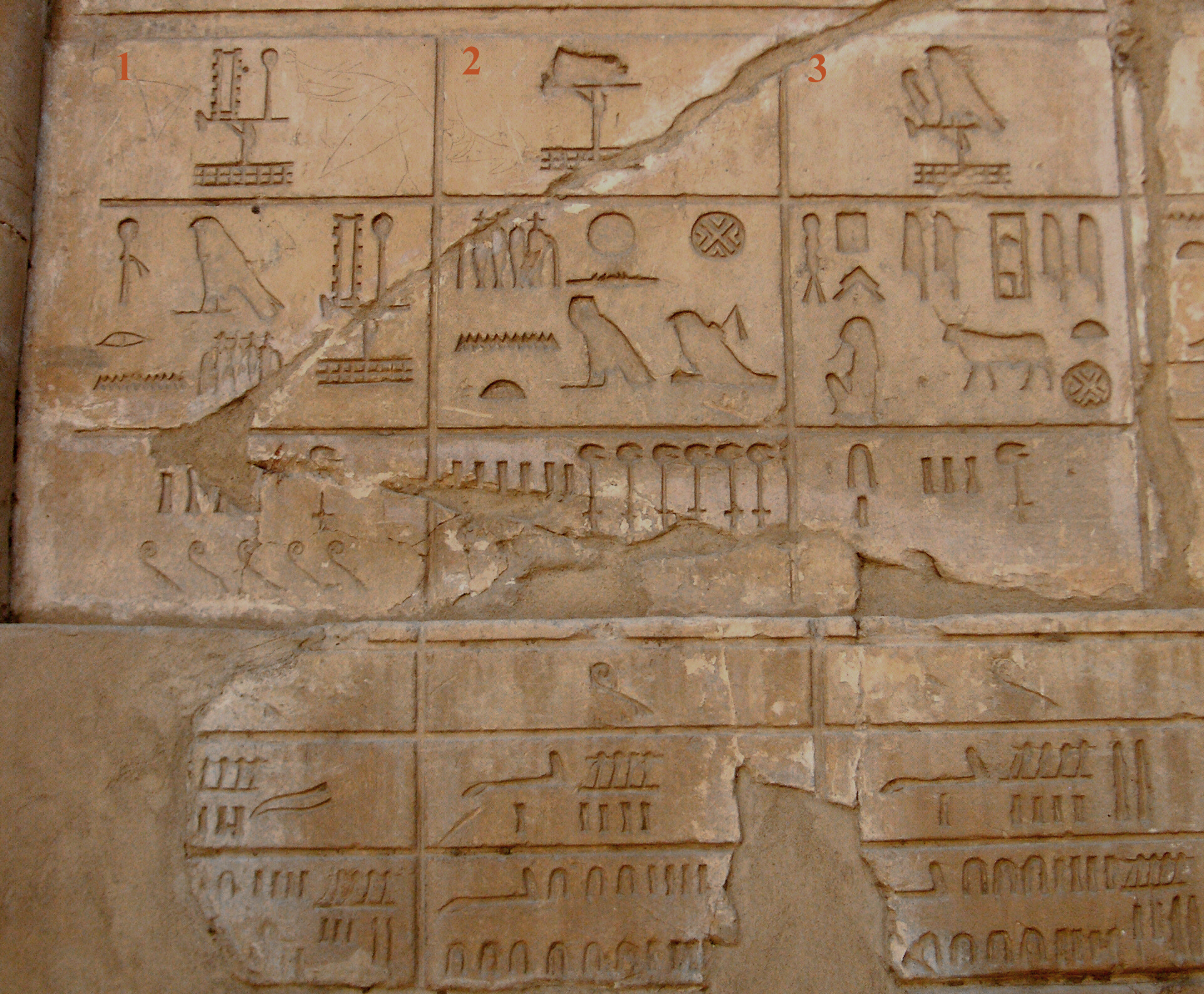
Ament, län 3 på "Vita kapellets" vägg i Karnak.

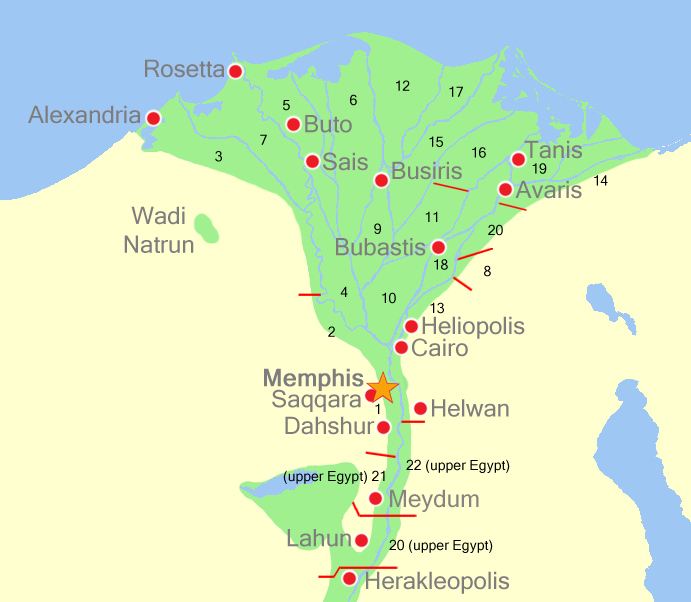
Lägeskarta över nomoi i Nedre Egypten.

Ament ("Västra området", även Iment) var ett av de 42 nomoi (länen) i Forntida Egypten.
| R13 · R12 · N24 |

Ament med hieroglyfer

## Geografi
Ament var ett av de 20 nomoi i Nedre Egypten och hade nummer 3.
Länets yta var cirka 100 cha-ta (cirka 275,0 hektar, 1 cha-ta motsvarar 2,75 ha) med en längd om cirka 14 iteru (cirka 147 km, 1 iteru motsvarar 10,5 km).
Niwt (huvudorten) var Imu/Apis (dagens Kom el-Hisn) och den övriga större orten var Timinhor/ Hermopolis Parva (dagens Damanhur) som periodvis också var huvudort. Även Raqote/Alexandria tillhörde området under en tid.

## Historia
Varje län styrdes av en nomark som officiellt lydde direkt under faraon.
Varje Niwt hade ett Het net (tempel) tillägnad områdets skyddsgud och ett Heqa het (nomarkens residens).
Länets skyddsgud var Hathor och bland övriga gudar dyrkades främst Apis, Hapi och Sekhmet.
Idag ingår området i guvernementet Beheira.